# راؤول عمر روسي
راؤول عمر روسي (بالإسبانية: Raúl Omar Rossi)‏ هو قسيس أرجنتيني، ولد في 13 أغسطس 1938 في جيوليجياشو في الأرجنتين، وتوفي في 2 فبراير 2003 في بوينس آيرس في الأرجنتين.